# Wahlkreis Sondrio (Camera dei deputati)
Der Wahlkreis Sondrio war von 1993 bis 2005 und ist seit 2017 wieder ein Wahlkreis (italienisch collegio elettorale) für die Wahl der Abgeordnetenkammer.

## Von 1993 bis 2005

### Wahlkreisgebiet
Der Wahlkreis umfasste 44 Gemeinden: Albosaggia, Aprica, Ardenno, Berbenno di Valtellina, Bianzone, Bormio, Buglio in Monte, Caiolo, Caspoggio, Castello dell’Acqua, Castione Andevenno, Cedrasco, Chiesa in Valmalenco, Chiuro, Colorina, Faedo Valtellino, Forcola, Fusine, Grosio, Grosotto, Lanzada, Livigno, Lovero, Mazzo di Valtellina, Montagna in Valtellina, Piateda, Poggiridenti, Ponte in Valtellina, Postalesio, Sernio, Sondalo, Sondrio, Spriana, Teglio, Tirano, Torre di Santa Maria, Tovo di Sant’Agata, Tresivio, Val Masino, Valdidentro, Valdisotto, Valfurva, Vervio und Villa di Tirano.

### Wahlergebnisse

#### Parlamentswahl 1994

##### Direktstimmen
| Kandidaten               | Kandidaten              | Parteien                                                  | Stimmen | %    |
| ------------------------ | ----------------------- | --------------------------------------------------------- | ------- | ---- |
|                          | Fiorello Proveragewählt | Polo delle Libertà (Forza Italia – Lega Nord – CCD – UdC) | 47.758  | 58,1 |
|                          | Giulio Tremonti         | Patto per l’Italia                                        | 18.878  | 23,0 |
|                          | Maria Cristina Volonté  | Progressisti                                              | 10.476  | 12,7 |
|                          | Giovanni Maria Dore     | Alleanza Nazionale                                        | 2.910   | 3,5  |
|                          | Giuliano Ghilotti       | Lista Marco Pannella – Riformatori                        | 2.235   | 2,7  |
| Gesamt                   | Gesamt                  | Gesamt                                                    | 82.257  | 100  |
|                          |                         |                                                           |         |      |
| Ungültige Stimmen        | Ungültige Stimmen       | Ungültige Stimmen                                         | 4.639   | 5,3  |
| Wähler                   | Wähler                  | Wähler                                                    | 86.896  | 87,8 |
| Wahlberechtigte          | Wahlberechtigte         | Wahlberechtigte                                           | 99.000  |      |
|                          |                         |                                                           |         |      |
| Quelle: Innenministerium |                         |                                                           |         |      |

##### Listenstimmen
| Parteien                             | Parteien             | Parteien                           | Stimmen | %    |
| ------------------------------------ | -------------------- | ---------------------------------- | ------- | ---- |
|                                      | Polo delle Libertà   | Lega Nord                          | 26.361  | 32,2 |
| Forza Italia                         | Polo delle Libertà   | 19.912                             | 24,3    |      |
| ↳ Gesamt                             | Polo delle Libertà   | 46.273                             | 56,4    |      |
|                                      | Patto per l’Italia   | Partito Popolare Italiano          | 8.596   | 10,5 |
| Patto Segni                          | Patto per l’Italia   | 6.095                              | 7,4     |      |
| ↳ Gesamt                             | Patto per l’Italia   | 14.691                             | 17,9    |      |
|                                      | Progressisti         | Partito Democratico della Sinistra | 5.097   | 6,2  |
| Partito della Rifondazione Comunista | Progressisti         | 2.668                              | 3,3     |      |
| Partito Socialista Italiano          | Progressisti         | 1.728                              | 2,1     |      |
| Federazione dei Verdi                | Progressisti         | 1.167                              | 1,4     |      |
| La Rete                              | Progressisti         | 877                                | 1,1     |      |
| ↳ Gesamt                             | Progressisti         | 11.537                             | 14,1    |      |
|                                      | Lega Alpina Lumbarda | Lega Alpina Lumbarda               | 3.171   | 3,9  |
|                                      | Lista Marco Pannella | Lista Marco Pannella               | 3.165   | 3,9  |
|                                      | Alleanza Nazionale   | Alleanza Nazionale                 | 3.137   | 3,8  |
| Gesamt                               | Gesamt               | Gesamt                             | 81.974  | 100  |
|                                      |                      |                                    |         |      |
| Ungültige Stimmen                    | Ungültige Stimmen    | Ungültige Stimmen                  | 4.926   | 5,7  |
| Wähler                               | Wähler               | Wähler                             | 86.900  | 87,8 |
| Wahlberechtigte                      | Wahlberechtigte      | Wahlberechtigte                    | 99.000  |      |
|                                      |                      |                                    |         |      |
| Quelle: Innenministerium             |                      |                                    |         |      |

#### Parlamentswahl 1996

##### Direktstimmen
| Kandidaten               | Kandidaten            | Parteien            | Stimmen | %    |
| ------------------------ | --------------------- | ------------------- | ------- | ---- |
|                          | Elena Ciapuscigewählt | Lega Nord           | 30.531  | 38,6 |
|                          | Paolo Oberti          | Polo per le Libertà | 27.094  | 34,2 |
|                          | Pietro Carnini        | L’Ulivo             | 21.529  | 27,2 |
| Gesamt                   | Gesamt                | Gesamt              | 79.154  | 100  |
|                          |                       |                     |         |      |
| Ungültige Stimmen        | Ungültige Stimmen     | Ungültige Stimmen   | 5.197   | 6,2  |
| Wähler                   | Wähler                | Wähler              | 84.351  | 84,0 |
| Wahlberechtigte          | Wahlberechtigte       | Wahlberechtigte     | 100.366 |      |
|                          |                       |                     |         |      |
| Quelle: Innenministerium |                       |                     |         |      |

##### Listenstimmen
| Parteien                                          | Parteien                             | Parteien                             | Stimmen | %    |
| ------------------------------------------------- | ------------------------------------ | ------------------------------------ | ------- | ---- |
|                                                   | Lega Nord                            | Lega Nord                            | 30.680  | 38,8 |
|                                                   | Polo per le Libertà                  | Forza Italia                         | 19.387  | 24,5 |
| Alleanza Nazionale                                | Polo per le Libertà                  | 4.218                                | 5,3     |      |
| CCD – CDU                                         | Polo per le Libertà                  | 3.937                                | 5,0     |      |
| ↳ Gesamt                                          | Polo per le Libertà                  | 27.542                               | 34,9    |      |
|                                                   | L’Ulivo                              | Partito Democratico della Sinistra   | 5.634   | 7,1  |
| Popolari per Prodi (PPI – SVP – PRI – UD – Prodi) | L’Ulivo                              | 5.206                                | 6,6     |      |
| Rinnovamento Italiano                             | L’Ulivo                              | 3.344                                | 4,2     |      |
| Federazione dei Verdi                             | L’Ulivo                              | 1.018                                | 1,3     |      |
| ↳ Gesamt                                          | L’Ulivo                              | 15.202                               | 19,2    |      |
|                                                   | Partito della Rifondazione Comunista | Partito della Rifondazione Comunista | 3.266   | 4,1  |
|                                                   | Lista Pannella – Sgarbi              | Lista Pannella – Sgarbi              | 1.940   | 2,5  |
|                                                   | Fiamma Tricolore                     | Fiamma Tricolore                     | 379     | 0,5  |
| Gesamt                                            | Gesamt                               | Gesamt                               | 79.009  | 100  |
|                                                   |                                      |                                      |         |      |
| Ungültige Stimmen                                 | Ungültige Stimmen                    | Ungültige Stimmen                    | 5.343   | 6,3  |
| Wähler                                            | Wähler                               | Wähler                               | 84.352  | 84,0 |
| Wahlberechtigte                                   | Wahlberechtigte                      | Wahlberechtigte                      | 100.366 |      |
|                                                   |                                      |                                      |         |      |
| Quelle: Innenministerium                          |                                      |                                      |         |      |

#### Parlamentswahl 2001

##### Direktstimmen
| Kandidaten               | Kandidaten                 | Parteien           | Stimmen | %    |
| ------------------------ | -------------------------- | ------------------ | ------- | ---- |
|                          | Gianpietro Scherinigewählt | Casa delle Libertà | 45.395  | 59,6 |
|                          | Sergio Fumasoni            | L’Ulivo            | 24.007  | 31,5 |
|                          | Vanna Mottarelli           | Lista Di Pietro    | 3.917   | 5,1  |
|                          | Giovanni Iabichino         | Lista Emma Bonino  | 2.834   | 3,7  |
| Gesamt                   | Gesamt                     | Gesamt             | 76.153  | 100  |
|                          |                            |                    |         |      |
| Ungültige Stimmen        | Ungültige Stimmen          | Ungültige Stimmen  | 6.147   | 7,5  |
| Wähler                   | Wähler                     | Wähler             | 82.300  | 80,6 |
| Wahlberechtigte          | Wahlberechtigte            | Wahlberechtigte    | 102.093 |      |
|                          |                            |                    |         |      |
| Quelle: Innenministerium |                            |                    |         |      |

##### Listenstimmen
| Parteien                       | Parteien                             | Parteien                               | Stimmen | %    |
| ------------------------------ | ------------------------------------ | -------------------------------------- | ------- | ---- |
|                                | Casa delle Libertà                   | Forza Italia                           | 29.177  | 38,6 |
| Lega Nord                      | Casa delle Libertà                   | 13.072                                 | 17,3    |      |
| Alleanza Nazionale             | Casa delle Libertà                   | 4.944                                  | 6,5     |      |
| CCD – CDU                      | Casa delle Libertà                   | 1.242                                  | 1,6     |      |
| Nuovo PSI                      | Casa delle Libertà                   | 603                                    | 0,8     |      |
| ↳ Gesamt                       | Casa delle Libertà                   | 49.038                                 | 64,9    |      |
|                                | L’Ulivo                              | La Margherita (Dem – PPI – RI – Udeur) | 10.294  | 13,6 |
| Democratici di Sinistra        | L’Ulivo                              | 4.237                                  | 5,6     |      |
| Il Girasole (FdV – SDI)        | L’Ulivo                              | 869                                    | 1,1     |      |
| Partito dei Comunisti Italiani | L’Ulivo                              | 777                                    | 1,0     |      |
| ↳ Gesamt                       | L’Ulivo                              | 16.177                                 | 21,4    |      |
|                                | Lista Di Pietro                      | Lista Di Pietro                        | 2.900   | 3,8  |
|                                | Lista Emma Bonino                    | Lista Emma Bonino                      | 2.612   | 3,5  |
|                                | Partito della Rifondazione Comunista | Partito della Rifondazione Comunista   | 2.464   | 3,3  |
|                                | Democrazia Europea                   | Democrazia Europea                     | 1.078   | 1,4  |
|                                | Partito Pensionati                   | Partito Pensionati                     | 780     | 1,0  |
|                                | Fiamma Tricolore                     | Fiamma Tricolore                       | 323     | 0,4  |
|                                | Basta! – I Liberaldemocratici        | Basta! – I Liberaldemocratici          | 159     | 0,2  |
|                                | Abolizione Scorporo                  | Abolizione Scorporo                    | 37      | 0,0  |
| Gesamt                         | Gesamt                               | Gesamt                                 | 75.568  | 100  |
|                                |                                      |                                        |         |      |
| Ungültige Stimmen              | Ungültige Stimmen                    | Ungültige Stimmen                      | 6.737   | 8,2  |
| Wähler                         | Wähler                               | Wähler                                 | 82.305  | 80,6 |
| Wahlberechtigte                | Wahlberechtigte                      | Wahlberechtigte                        | 102.093 |      |
|                                |                                      |                                        |         |      |
| Quelle: Innenministerium       |                                      |                                        |         |      |

## Von 2017 bis 2020

### Wahlkreisgebiet
Der Wahlkreis umfasste 126 Gemeinden: alle 77 Gemeinden der Provinz Sondrio und 49 von 151 Gemeinden der Provinz Como (Alta Valle Intelvi, Argegno, Bene Lario, Blessagno, Brienno, Campione d’Italia, Carlazzo, Casasco d’Intelvi, Castiglione d’Intelvi, Cavargna, Cerano d’Intelvi, Claino con Osteno, Colonno, Corrido, Cremia, Cusino, Dizzasco, Domaso, Dongo, Dosso del Liro, Garzeno, Gera Lario, Grandola ed Uniti, Gravedona ed Uniti, Griante, Laino, Livo, Menaggio, Montemezzo, Musso, Peglio, Pianello del Lario, Pigra, Plesio, Ponna, Porlezza, Sala Comacina, San Bartolomeo Val Cavargna, San Fedele Intelvi, San Nazzaro Val Cavargna, San Siro, Schignano, Sorico, Stazzona, Tremezzina, Trezzone, Val Rezzo, Valsolda und Vercana). Vor der Wahl 2018 wurden die Gemeinden Casasco d’Intelvi, Castiglione d’Intelvi und San Fedele Intelvi abgeschafft und die neue Gemeinde Centro Valle Intelvi gegründet.

### Wahlergebnisse

#### Parlamentswahl 2018
| Kandidaten               | Kandidaten                | Stimmen | %    | Listen                                      | Stimmen | %    |
| ------------------------ | ------------------------- | ------- | ---- | ------------------------------------------- | ------- | ---- |
|                          | Ugo Parologewählt         | 81.816  | 59,4 | Lega                                        | 55.684  | 40,4 |
| Forza Italia             | Ugo Parologewählt         | 81.816  | 59,4 | 19.697                                      | 14,3    |      |
| Fratelli d’Italia        | Ugo Parologewählt         | 81.816  | 59,4 | 5.211                                       | 3,8     |      |
| Noi con l’Italia – UDC   | Ugo Parologewählt         | 81.816  | 59,4 | 1.224                                       | 0,9     |      |
|                          | Anna Delle Grazie         | 25.209  | 18,3 | Partito Democratico                         | 21.167  | 15,4 |
| +Europa                  | Anna Delle Grazie         | 25.209  | 18,3 | 3.293                                       | 2,4     |      |
| Italia Europa Insieme    | Anna Delle Grazie         | 25.209  | 18,3 | 380                                         | 0,3     |      |
| Civica Popolare          | Anna Delle Grazie         | 25.209  | 18,3 | 369                                         | 0,3     |      |
|                          | Maria Rosa Gianoncelli    | 22.285  | 16,2 | Movimento 5 Stelle                          | 22.285  | 16,2 |
|                          | Maria Simonini            | 3.056   | 2,2  | Liberi e Uguali                             | 3.056   | 2,2  |
|                          | Gisella Aderenti          | 1.355   | 1,0  | Il Popolo della Famiglia                    | 1.355   | 1,0  |
|                          | Cristian Gaggini          | 1.139   | 0,8  | Italia agli Italiani (FT – FN)              | 1.139   | 0,8  |
|                          | Athos Marcante            | 1.046   | 0,8  | CasaPound Italia                            | 1.046   | 0,8  |
|                          | Fabio Del Giorgio         | 632     | 0,5  | Potere al Popolo!                           | 632     | 0,5  |
|                          | Gian Piero Frassi         | 380     | 0,3  | Grande Nord                                 | 380     | 0,3  |
|                          | Nicoletta Bigiotti        | 251     | 0,2  | Partito Valore Umano                        | 251     | 0,2  |
|                          | Riccardo Emanuel Esposito | 243     | 0,2  | Per una Sinistra Rivoluzionaria (SCR – PCL) | 243     | 0,2  |
|                          | Elisabetta Cosima Nicolì  | 213     | 0,2  | 10 Volte Meglio                             | 213     | 0,2  |
|                          | Giuseppe Nolè             | 69      | 0,1  | Partito Repubblicano Italiano – ALA         | 69      | 0,1  |
|                          | Ettore Bonfanti           | 66      | 0,0  | Blocco Nazionale per le Libertà             | 66      | 0,0  |
| Gesamt                   | Gesamt                    | 137.760 | 100  |                                             | 137.760 | 100  |
|                          |                           |         |      |                                             |         |      |
| Ungültige Stimmen        | Ungültige Stimmen         | 5.603   | 3,9  |                                             |         |      |
| Wähler                   | Wähler                    | 143.363 | 75,5 |                                             |         |      |
| Wahlberechtigte          | Wahlberechtigte           | 189.764 |      |                                             |         |      |
|                          |                           |         |      |                                             |         |      |
| Quelle: Innenministerium |                           |         |      |                                             |         |      |

## Seit 2020

### Wahlkreisgebiet
| Wahlkreise – Camera dei deputati – Lombardei | Wahlkreise – Camera dei deputati – Lombardei | Wahlkreise – Camera dei deputati – Lombardei |
| Provinz                                      | Provinz                                      | Gemeinden nach Provinzen ⮞ Wahlkreis |
| -------------------------------------------- | -------------------------------------------- | --- |
|                                              | Metropolitanstadt Mailand (133 Gemeinden)    | ↳ Lombardei 1: Teil Mailands ⮞ Wahlkreis Mailand – Bande Nere Teil Mailands ⮞ Wahlkreis Mailand – Buenos Aires – Venezia Teil Mailands ⮞ Wahlkreis Mailand – Loreto 40 ⮞ Wahlkreis Rozzano 31 ⮞ Wahlkreis Legnano 33 ⮞ Wahlkreis Cologno Monzese 17 ⮞ Wahlkreis Sesto San Giovanni ↳ Lombardei 4: 11 ⮞ Wahlkreis Lodi |
|                                              | Provinz Bergamo (243 Gemeinden)              | ↳ Lombardei 2: 36 ⮞ Wahlkreis Lecco ↳ Lombardei 3: 117 ⮞ Wahlkreis Bergamo 90 ⮞ Wahlkreis Treviglio |
|                                              | Provinz Brescia (205 Gemeinden)              | ↳ Lombardei 3: 37 ⮞ Wahlkreis Brescia 46 ⮞ Wahlkreis Desenzano del Garda 112 ⮞ Wahlkreis Lumezzane ↳ Lombardei 4: 10 ⮞ Wahlkreis Cremona |
|                                              | Provinz Como (148 Gemeinden)                 | 66 ⮞ Wahlkreis Como 82 ⮞ Wahlkreis Sondrio |
|                                              | Provinz Cremona (113 Gemeinden)              | alle ⮞ Wahlkreis Cremona |
|                                              | Provinz Lecco (84 Gemeinden)                 | alle ⮞ Wahlkreis Lecco |
|                                              | Provinz Lodi (60 Gemeinden)                  | alle ⮞ Wahlkreis Lodi |
|                                              | Provinz Mantua (64 Gemeinden)                | alle ⮞ Wahlkreis Mantua |
|                                              | Provinz Monza und Brianza (55 Gemeinden)     | 30 ⮞ Wahlkreis Monza 25 ⮞ Wahlkreis Seregno |
|                                              | Provinz Pavia (186 Gemeinden)                | 157 ⮞ Wahlkreis Pavia 29 ⮞ Wahlkreis Lodi |
|                                              | Provinz Sondrio (77 Gemeinden)               | alle ⮞ Wahlkreis Sondrio |
|                                              | Provinz Varese (138 Gemeinden)               | 101 ⮞ Wahlkreis Varese 37 ⮞ Wahlkreis Busto Arsizio |

Der Wahlkreis umfasst 159 Gemeinden: alle 77 Gemeinden der Provinz Sondrio und 82 von 148 Gemeinden der Provinz Como (Albavilla, Alserio, Alta Valle Intelvi, Alzate Brianza, Anzano del Parco, Argegno, Arosio, Asso, Barni, Bellagio, Bene Lario, Blessagno, Brenna, Brienno, Caglio, Campione d’Italia, Canzo, Carlazzo, Carugo, Caslino d’Erba, Castelmarte, Cavargna, Centro Valle Intelvi, Cerano d’Intelvi, Claino con Osteno, Colonno, Corrido, Cremia, Cusino, Dizzasco, Domaso, Dongo, Dosso del Liro, Erba, Eupilio, Garzeno, Gera Lario, Grandola ed Uniti, Gravedona ed Uniti, Griante, Inverigo, Laino, Lambrugo, Lasnigo, Lezzeno, Livo, Longone al Segrino, Lurago d’Erba, Magreglio, Menaggio, Merone, Monguzzo, Montemezzo, Musso, Nesso, Orsenigo, Peglio, Pianello del Lario, Pigra, Plesio, Ponna, Ponte Lambro, Porlezza, Proserpio, Pusiano, Rezzago, Sala Comacina, San Bartolomeo Val Cavargna, San Nazzaro Val Cavargna, San Siro, Schignano, Sorico, Sormano, Stazzona, Tremezzina, Trezzone, Val Rezzo, Valbrona, Valsolda, Veleso, Vercana und Zelbio).

### Wahlergebnisse

#### Parlamentswahl 2022
| Kandidaten                          | Kandidaten                   | Stimmen | %    | Listen                                                  | Stimmen | %    |
| ----------------------------------- | ---------------------------- | ------- | ---- | ------------------------------------------------------- | ------- | ---- |
|                                     | Giancarlo Giorgettigewählt   | 108.140 | 61,9 | Fratelli d’Italia                                       | 57.481  | 32,9 |
| Lega per Salvini Premier            | Giancarlo Giorgettigewählt   | 108.140 | 61,9 | 32.606                                                  | 18,6    |      |
| Forza Italia                        | Giancarlo Giorgettigewählt   | 108.140 | 61,9 | 16.468                                                  | 9,4     |      |
| Noi Moderati                        | Giancarlo Giorgettigewählt   | 108.140 | 61,9 | 1.585                                                   | 0,9     |      |
|                                     | Valeria Caterina Duico       | 34.601  | 19,8 | Partito Democratico – Italia Democratica e Progressista | 23.340  | 13,3 |
| +Europa                             | Valeria Caterina Duico       | 34.601  | 19,8 | 5.586                                                   | 3,2     |      |
| Alleanza Verdi e Sinistra           | Valeria Caterina Duico       | 34.601  | 19,8 | 5.115                                                   | 2,9     |      |
| Impegno Civico – Centro Democratico | Valeria Caterina Duico       | 34.601  | 19,8 | 560                                                     | 0,3     |      |
|                                     | Alessandro Stefano Bertolini | 14.949  | 8,6  | Azione – Italia Viva                                    | 14.949  | 8,6  |
|                                     | Luca Sangalli                | 8.535   | 4,9  | Movimento 5 Stelle                                      | 8.535   | 4,9  |
|                                     | Francesca Losi               | 3.110   | 1,8  | Italexit per l’Italia                                   | 3.110   | 1,8  |
|                                     | Daniela Mosca                | 1.940   | 1,1  | Italia Sovrana e Popolare                               | 1.940   | 1,1  |
|                                     | Cristian Pavioni             | 1.704   | 1,0  | Unione Popolare                                         | 1.704   | 1,0  |
|                                     | Carlo Trotalli               | 1.639   | 0,9  | Vita                                                    | 1.639   | 0,9  |
|                                     | Angelo Beltrama              | 218     | 0,1  | Noi di Centro – Europeisti                              | 218     | 0,1  |
| Gesamt                              | Gesamt                       | 174.836 | 100  |                                                         | 174.836 | 100  |
|                                     |                              |         |      |                                                         |         |      |
| Ungültige Stimmen                   | Ungültige Stimmen            | 9.119   | 5,0  |                                                         |         |      |
| Wähler                              | Wähler                       | 183.955 | 67,2 |                                                         |         |      |
| Wahlberechtigte                     | Wahlberechtigte              | 273.555 |      |                                                         |         |      |
|                                     |                              |         |      |                                                         |         |      |
| Quelle: Innenministerium            |                              |         |      |                                                         |         |      |